# Forteresse de Stolac
La forteresse de Stolac se trouve en Bosnie-Herzégovine, sur le territoire de la ville de Stolac et dans la municipalité de Stolac. Elle remonte au Moyen Âge et à la période ottomane et est inscrite sur la liste des monuments nationaux de Bosnie-Herzégovine ; elle fait également partie de l'ensemble naturel et architectural de Stolac, proposé par le pays pour une inscription au patrimoine mondial de l'UNESCO.